# Víctor Avendaño
Ángel Pedro Victorio "Víctor" Avendaño  (5. juni 1907 – 1. juli 1984) var en argentinsk bokser som deltog i de olympiske lege 1928 i Amsterdam.
Avendaño blev olympisk mester i boksning under OL 1928 i Amsterdam. Han vandt guld under vægtklassen Letsværvægt i finalen hvor han besejrede tyske Ernst Pistulla. Der var 16 boksere fra 16 lande som stillede op i vægtklassen som varede fra den 8. august til 11. august 1928.